# OH!ノーパンツ・ガールズ
『OH!ノーパンツ・ガールズ』は、2005年制作の日本映画で、「第7回函館港イルミナシオン映画祭」でシナリオ大賞を受賞した森田剛行作のシナリオを映画化したものである。主演・Sweet Kiss、吉井怜。監督・舞原賢三。

## 概要
2005年春にネットシネマとして配信予定が延期。一時期は幻の作品とされていたが、2006年3月24日にネオプレックスからソフト販売された。
2006年9月8日よりNECビッグローブ運営の「BIGLOBEストリーム」で無料配信した。

## 内容
EPISODE1
「これが新しい世界だ！」
日常に退屈した3人の少女、あかり（留奈）ましろ（紗綾）リンダ（ジェシカ）は、非日常的なワクワクドキドキを求めていた。そんなとき、ふと話したましろの体験からあかりとリンダはノーパンに興味を持ち、あまり乗り気でないましろも誘った3人でノーパン生活を送ることを決意する。ところがその矢先ましろが脱いだパンツを落としてしまい、クラスの男子たちのノーパン少女探しが始まってしまう。
EPISODE2
「気ん持ちいい~！」
ノーパン騒ぎも一段落したころ、3人のクラスメイトのしずちゃん（矢口蒼衣）が自分もノーパン仲間にして欲しいと言い出す。あかりとリンダはイタズラ心と彼女の度胸試しから、彼女のパンツをわざと教室の目立つところに張り出すのだが……。

## 『ノーパンツ・ガールズ』との違い
本作と『ノーパンツ・ガールズ』は同じシナリオから作られているため内容も酷似しているが、『ノーパンツ・ガールズ』が3人の監督がそれぞれ撮った短編集であるのに対し、こちらは2部構成のひとつのエピソードとなっている。特に2部に関しては、ほとんどオリジナルエピソードと言ってもいい。また、本作のほうが若干コメディ色が強く、ノーパンやパンチラなど描写も直接的である。ちなみにノーパン状態の下半身を（まともに）見られた少女が登場するのはこちらのみである。